# Diego Binelli
Diego Binelli (Tione di Trento, 20 dicembre 1972) è un politico italiano.

## Biografia
Militante della Lega Nord dal 2007, dal 2005 al 2007 e dal 2015 è consigliere comunale di Pinzolo, dove è stato assessore ai lavori pubblici dal 2015 al 2020.

### Elezione a deputato
È stato eletto deputato nel 2018 nella circoscrizione Trentino-Alto Adige, nella lista della Lega.